# 269 Justitia
Justitia (asteroide 269) é um asteroide da cintura principal com um diâmetro de 53,62 quilómetros, a 2,0627872 UA. Possui uma excentricidade de 0,2120057 e um período orbital de 1 547 dias (4,24 anos).
Justitia tem uma velocidade orbital média de 18,4088672 km/s e uma inclinação de 5,47791º.
Esse asteroide foi descoberto em 21 de Setembro de 1887 por Johann Palisa.
Este asteroide foi nomeado em homenagem à deusa Justiça da mitologia romana.